# Polow da Don
Polow da Don o Awesome Jones, pseudonimo di Jamal Fincher Jones (Atlanta, 1º gennaio 1978), è un produttore discografico e rapper statunitense.
Dopo aver militato nel gruppo rap Jim Crow, col quale firma un contratto con la Sony, Polow si dedica all'inizio dei 2000 alla composizione di basi musicali e manda il suo primo mixtape alla Interscope Records, riuscendo a impressionare il presidente dell'etichetta Jimmy Iovine. Polow si impone come produttore musicale tra il 2005 e il 2006, grazie a singoli di successo come London Bridge di Fergie, Buttons delle Pussycat Dolls e Pimpin' All Over the World e Runaway Love di Ludacris. Negli anni successivi diventa uno dei produttori più richiesti della scena hip hop/pop.

## Biografia

### Inizi
Polow nasce ad Atlanta, Georgia. Durante l'adolescenza, negli anni 90, inizia ad avvicinarsi alla musica. Sua sorella minore, Karesha, gli insegna a suonare la tastiera e ad usare programmi per creare musica. Successivamente Polow si iscrive al Morehouse College, ma nonostante i buoni risultati ottenuti, abbandona gli studi per dedicarsi esclusivamente alla carriera musicale. Nel 1999 insieme al gruppo rap di cui fa parte, i Jim Crow, ottiene un contratto discografico con la Sony Records, con la quale il gruppo pubblica due album: Crow's Nest nel 1999 and Right Quick e nel 2001. Il gruppo perde poi il contratto a causa dello scarso successo ottenuto, e così Polow forma un altro gruppo, stavolta dedito al Dirty South hip hop, insieme ad altri nomi della scena: Bubba Sparxxx, Sean P, Pastor Troy, G Rock, e Timbaland. Ma il gruppo in questione si scioglie prima di riuscire a pubblicare qualcosa.

## Arrivo al successo
Nel 2001, mentre le produzioni dell'ex compagno Timbaland dominano le radio di tutto il mondo, Polow inizia a produrre le sue prime basi. Inciso il suo primo mixtape, lo manda alla Interscope Records, attirando l'attenzione del presidente Jimmy Iovine, il quale offre al giovane artista immediatamente un contratto. Alcuni dei beat presenti nel mixtape diventeranno le basi musicali di futuri singoli di successo, come Runaway Love di Ludacris e Buttons delle Pussycat Dolls. Nel 2005 produce un pezzo per Will Smith, Party Starter, che viene pubblicato come singolo, e un altro per Ludacris, Pimpin' All Over the World, che entra nella top10 della Billboard Hot 100. Ma il brano che irrompe sulla scena e che impone Polow all'attenzione è London Bridge di Fergie, che nel 2006 arriva al numero 1 della Hot 100 ed ha successo in tutto il mondo. Da qui in poi, l'artista viene contattato da moltissimi artisti e le sue produzioni diventeranno singoli di successo in tutto il mondo.

## Produzioni
| Anno | Traccia                      | Artista                                                            |
| ---- | ---------------------------- | ------------------------------------------------------------------ |
| 2005 | "Party Starter               | Will Smith                                                         |
| 2005 | "Pimpin' All Over the World" | Ludacris (featuring Bobby Valentino) (produced with Donnie Scantz) |
| 2006 | "London Bridge"              | Fergie                                                             |
| 2006 | "DJ Play a Love Song"        | Jamie Foxx                                                         |
| 2006 | "Buttons"                    | Pussycat Dolls (featuring Snoop Dogg)                              |
| 2006 | "Runaway Love"               | Ludacris (featuring Mary J. Blige)                                 |
| 2006 | "Promise"                    | Ciara                                                              |
| 2006 | "Blindfold Me"               | Kelis (featuring Nas)                                              |
| 2007 | "Get Buck"                   | Young Buck                                                         |
| 2007 | "Glamorous"                  | Fergie (featuring Ludacris)                                        |
| 2007 | "Like This"                  | Kelly Rowland (featuring Eve)                                      |
| 2007 | "Throw Some D's"             | Rich Boy                                                           |
| 2007 | "Boy Looka Here"             | Rich Boy                                                           |
| 2007 | "She's a Star                | will.i.am                                                          |
| 2007 | "Good Things"                | Rich Boy (featuring Keri Hilson and Polow da Don)                  |
| 2007 | "Crying Out for Me"          | Mario                                                              |
| 2007 | "Whatever U Like"            | Nicole Scherzinger (featuring T.I.)                                |
| 2008 | "Love in This Club"          | Usher (featuring Young Jeezy) (with The Ambassadorz)               |
| 2008 | "Party People"               | Nelly (featuring Fergie)                                           |
| 2008 | "Forever"                    | Chris Brown                                                        |
| 2008 | "Hero"                       | Nas (featuring Keri Hilson)                                        |
| 2008 | "Single"                     | New Kids on the Block (featuring Ne-Yo) (with The Ambassadorz)     |
| 2008 | "Turnin' Me On"              | Keri Hilson (featuring Lil Wayne)                                  |
| 2008 | "Whatcha Think About That"   | Pussycat Dolls (featuring Missy Elliott)                           |
| 2009 | "Never, Ever"                | Ciara (featuring Young Jeezy)                                      |
| 2009 | "Outta Here"                 | Esmée Denters (prodotto con Justin Timberlake)                     |
| 2009 | "Remember Me"                | T.I. (featuring Mary J. Blige)                                     |
| 2009 | "Patron Tequila"             | Paradiso Girls (featuring Lil Jon & Eve)                           |
| 2009 | "Drop It Low"                | Ester Dean (featuring Chris Brown)                                 |
| 2009 | "Baby by Me"                 | 50 Cent (featuring Ne-Yo)                                          |
| 2009 | "Back to the Crib"           | Juelz Santana (featuring Chris Brown)                              |
| 2009 | "Sex Therapy"                | Robin Thicke                                                       |
| 2009 | "Medicine"                   | Plies (featuring Keri Hilson)                                      |
| 2009 | "Spotlight"                  | Gucci Mane (featuring Usher)                                       |
| 2009 | "Nothing Like"               | Monica (featuring T-Pain)                                          |
| 2009 | "Shakin It For Daddy"        | Robin Thicke (featuring Nicki Minaj & Ester Dean)                  |